# Mariánský sloup na Františkánském náměstí (Bratislava)
Mariánský sloup na Františkánském náměstí (slovensky Mariánsky stĺp na Františkánskom námestí) je barokní stavební památka nacházející se na prostranství před hlavním vchodem do kostela Nejsvětějšího Spasitele na bratislavském Františkánském náměstí.
Sloup patří do souboru stavebních památek tohoto druhu, které stavěli Habsburkové na více místech monarchie jako připomínku svých vítězství nad protestantskými odpůrci. Ikonograficky je sloup typem mariánských sloupů, které se, zejména v období od poloviny 17. století, staly v katolické Evropě velmi oblíbenými. Jeho zřejmým vzorem byl mariánský sloup z roku 1638, který dodnes zdobí Mariánské náměstí (Marienplatz) v německém Mnichově.

## Historie a architektura památky

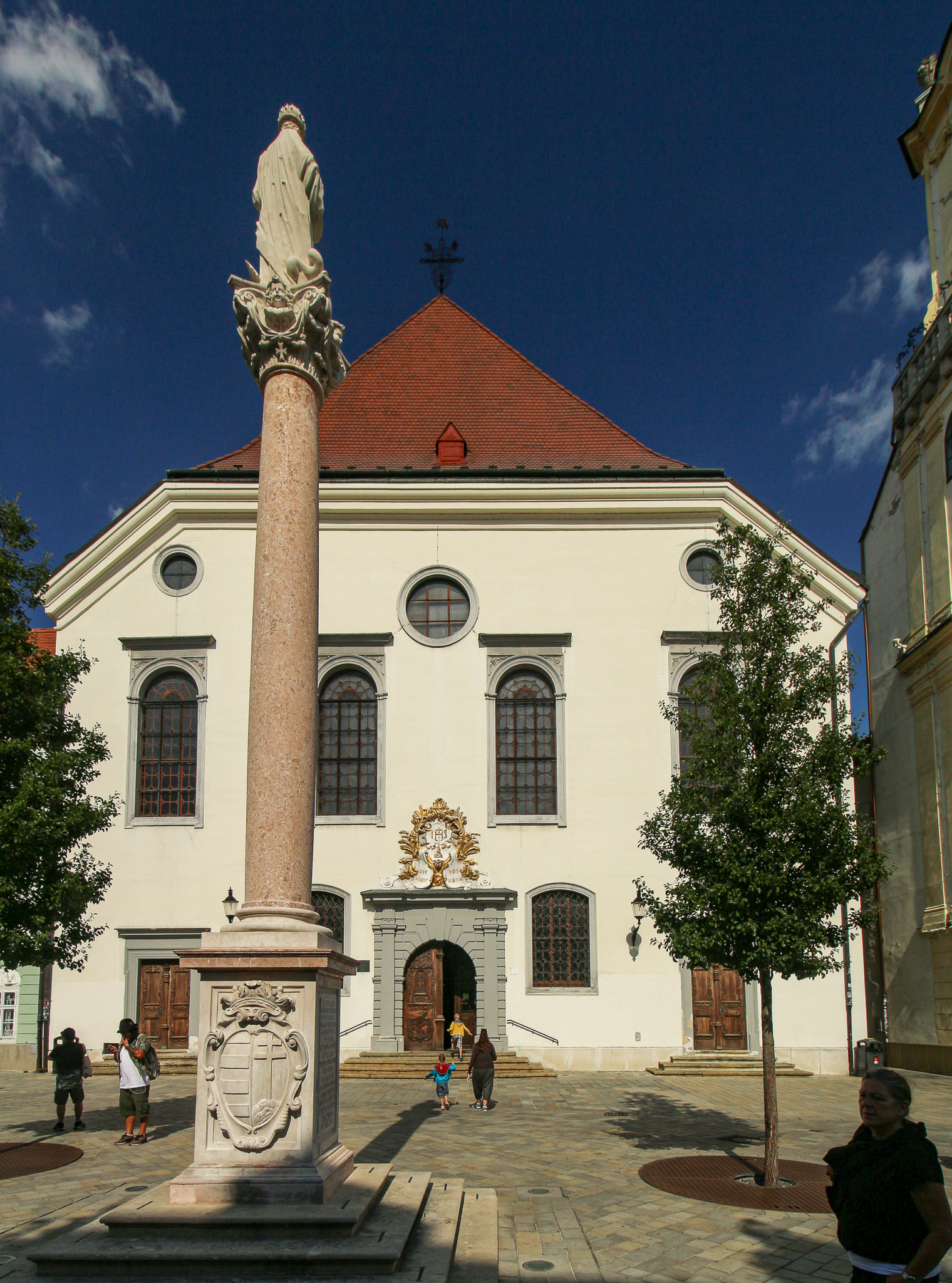
Mariánský sloup před jezuitským kostelem.

Rok výstavby a jméno stavebníka sloupu dokládá nápis na jeho podstavci - dal ho postavit císař a uherský král Leopold I. v roce 1675 a kolemjdoucím měl na věčné časy připomínat Leopoldovo vítězství při potlačení vzpoury uherských rebelů z řad protestantů v letech 1670 - 1671, usilujících dosadit na uherský trůn vlastního panovníka. Po potlačení spiknutí nastaly ostré represe, během nichž byli hlavní vzbouřenci popraveni nebo prodáni do otroctví na galeje. Na místě, kde dnes stojí sloup, byl v roce 1671 popraven jeden z čelných představitelů odboje, moravský protestantský kazatel Mikuláš Drábik.
Z architektonického pohledu je mariánský sloup poměrně jednoduchou stavbou. Tvoří ho válcový kompozitní sloup vztyčený na kvádrovém podstavci stojícím na vyvýšeném, čtyřposchoďovém piedestalu. Na vrcholu sloupu ukončeném Korintskou hlavicí je umístěna bohatě profilovaná pískovcová socha Neposkvrněné Panny Marie s Ježíškem na rukou. Autor sochy není znám.

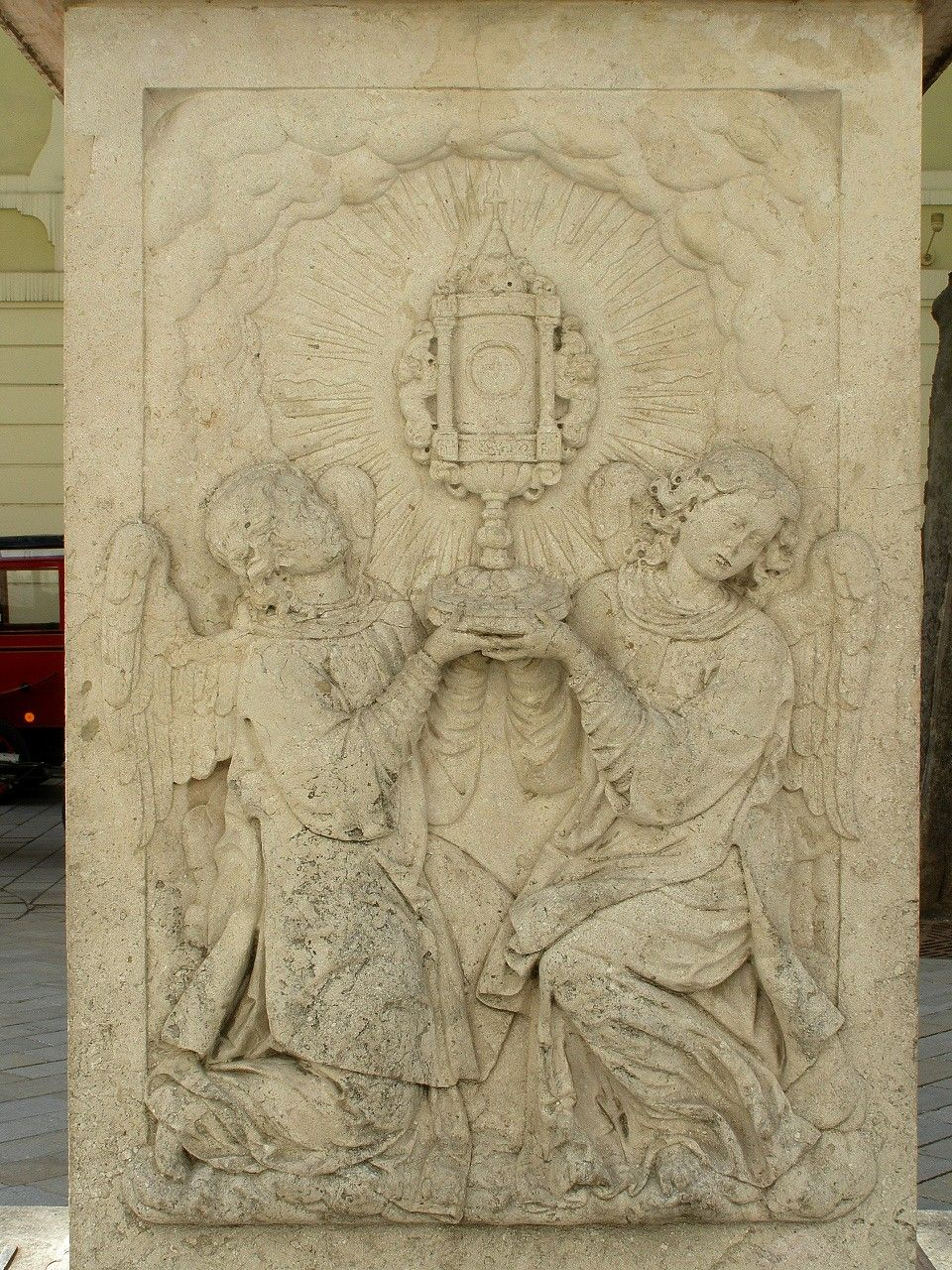
Adorace hostie - reliéf dvojice andělů nesoucích monstranci na čelní ploše podstavce sloupu

Z historického a ikonografického hlediska je zajímavý podstavec sloupu. Zadní strana podstavce nese reliéfní znak Uherského království, nápisy na dvou bočních stranách hlásají jméno stavebníka a účel postavení (... na slávu Nejsvětějšího Spasitele, Panny Marie a na odčinění znesvěcení Eucharistie ...). Čelní strana podstavce nese reliéf andělů adorujících eucharistii v monstranci.
Ikonografie má silný protireformační obsah - zdůraznění vítězství katolicismu. I samotné umístění sloupu před jezuitským kostelem bylo symbolické - kostel postavili protestanti a jeho převzetí jezuity v kontextu tehdejších událostí bylo vlastně aktem vítězství katolicismu nad protestantismem.

## Zajímavost
K sloupu se váže ještě jedna zajímavá historická událost. 25. června 1741 se před sloupem zastavil korunovační průvod nové královny Marie Terezie (vnučky Leopolda I.). Panovnice před sloupem poklekla a vzdala dík své patronce.